# Davido

## Biographie

### Études et enfance

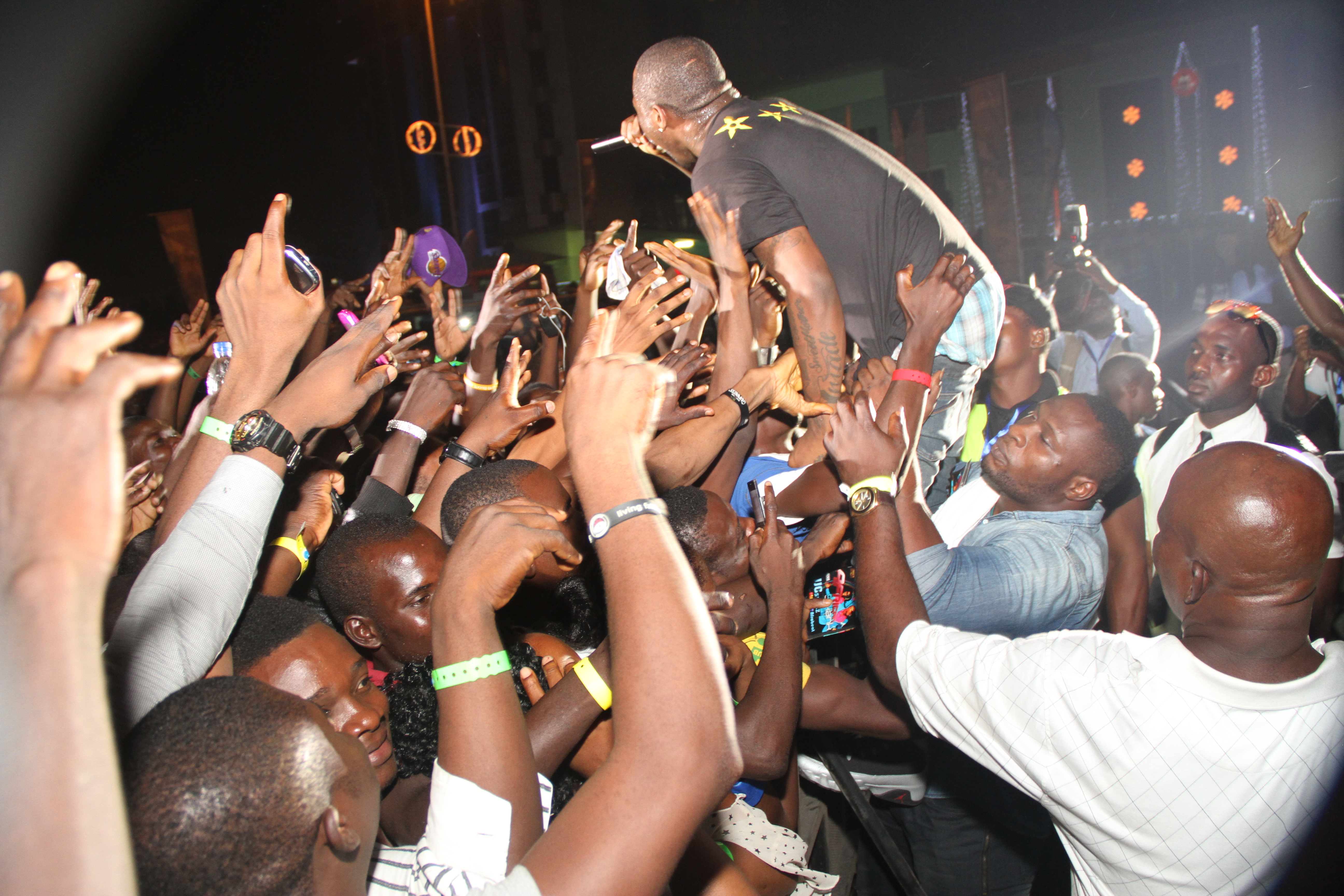
Davido interagit avec les fans

Davido est né le 21 novembre 1992 à Atlanta en Géorgie. Il possède également les doubles nationalités américaine et nigériane. Son père Adedeji Adeleke est un magnat des affaires et sa mère Vero Adeleke était professeur d'université,,,. Davido est le plus jeune de cinq frères et sœurs et le deuxième fils de son père,. Il a fréquenté la British International School à Lagos et, à l'âge de 16 ans, il est retourné aux États-Unis pour étudier l'administration des affaires à l'Université d'Oakwood en Alabama,.
Davido a acheté du matériel musical à Oakwood et a commencé à faire des beats. Il a également travaillé avec ses cousins B-Red et Sina Rambo pour former le groupe musical KB International. Davido a abandonné l'Université d'Oakwood pour poursuivre la musique à plein temps et a déménagé à Londres, où il a travaillé sur sa voix. Après son retour au Nigeria en 2011, Davido a interrompu sa carrière musicale et a accepté d'honorer son père en s'inscrivant à l'Université Babcock. En juillet 2015, il est diplômé de Babcock avec un diplôme en musique après que son père ait payé l'université pour démarrer un département de musique pour une classe inaugurale d'un étudiant,.

### Carrière musicale

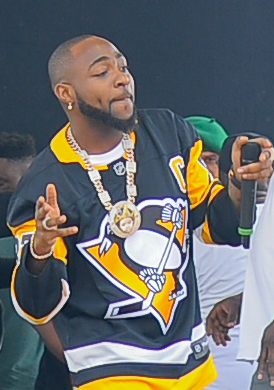

Omo Baba Olowo (fils de richards en Yoruba) contracté de O.B.O comme le surnomme les intimes, a fait ses débuts dans la musique en tant que membre du groupe KB International. David Adedeji Adeleke commence par s'intéresser à la musique pendant ses études à l'Université Oakwood. Il se procure du matériel de musique et entame la composition de ses premiers instrumentaux .
En raison de mauvaises notes académiques, Davido quitte l'université d'Oakwood pour s'installer à Londres, où il se consacre davantage à sa musique. De retour au Nigéria en 2011, il met de côté sa carrière musicale pour poursuivre ses études à l'Université Babcock. En juillet 2015, Davido obtient un diplôme en musique de Babcock.
Davido s'est fait connaître en 2011 avec la sortie de Dami Duro, le deuxième extrait de son premier album studio Omo Baba Olowo (2012). L'album contient également six autres singles : Back When, Ekuro, Overseas, All of You, Gbon Gbon et Feel Alright. En 2012, Davido a remporté le Next Rated Award aux Hardies Award. Entre 2013 et 2015, il a sorti les titres populaires Gobe, One of a Kind, Skelewu, Aye, Tchelete (Goodlife) avec Mafikizolo, Naughty avec DJ Arafat, Owo Ni Koko, The Sound et The Money avec Olamide.
En janvier 2016, Davido a annoncé sur Twitter qu'il avait signé un contrat d'enregistrement avec Sony Music. Son annonce a suscité des réactions mitigées.Le label a publié un communiqué de presse confirmant la transaction. Quelques mois après avoir signé avec Sony, Davido a fondé le label Davido Music Worldwide (DMW). Dremo et Mayorkun sont actuellement signés sur le label.
En juillet 2016, Davido a signé un contrat d'enregistrement avec RCA Records de Sony. Il a sorti le 5 titres EP Son of Mercy en octobre 2016, soutenu par les singles Gbagbe Oshi, How Long et Coolest Kid in Africa. Le PE propose des apparitions de Simi , Tinashe et Nasty C. Davido a révélé à Pulse Nigeria en avril 2017 qu'il avait renégocié son contrat avec Sony en raison de problèmes de contrôle créatif. Il a publié cinq singles en 2017 après avoir restructuré son contrat, y compris If et Fall. Le premier suscité beaucoup de réactions sur les réseaux sociaux dans le monde entier, tandis que le second est devenu la chanson pop nigériane la plus longue dans l’histoire du Billboard[Quoi ?],.

#### 2011–2012:Omo Baba Olowo

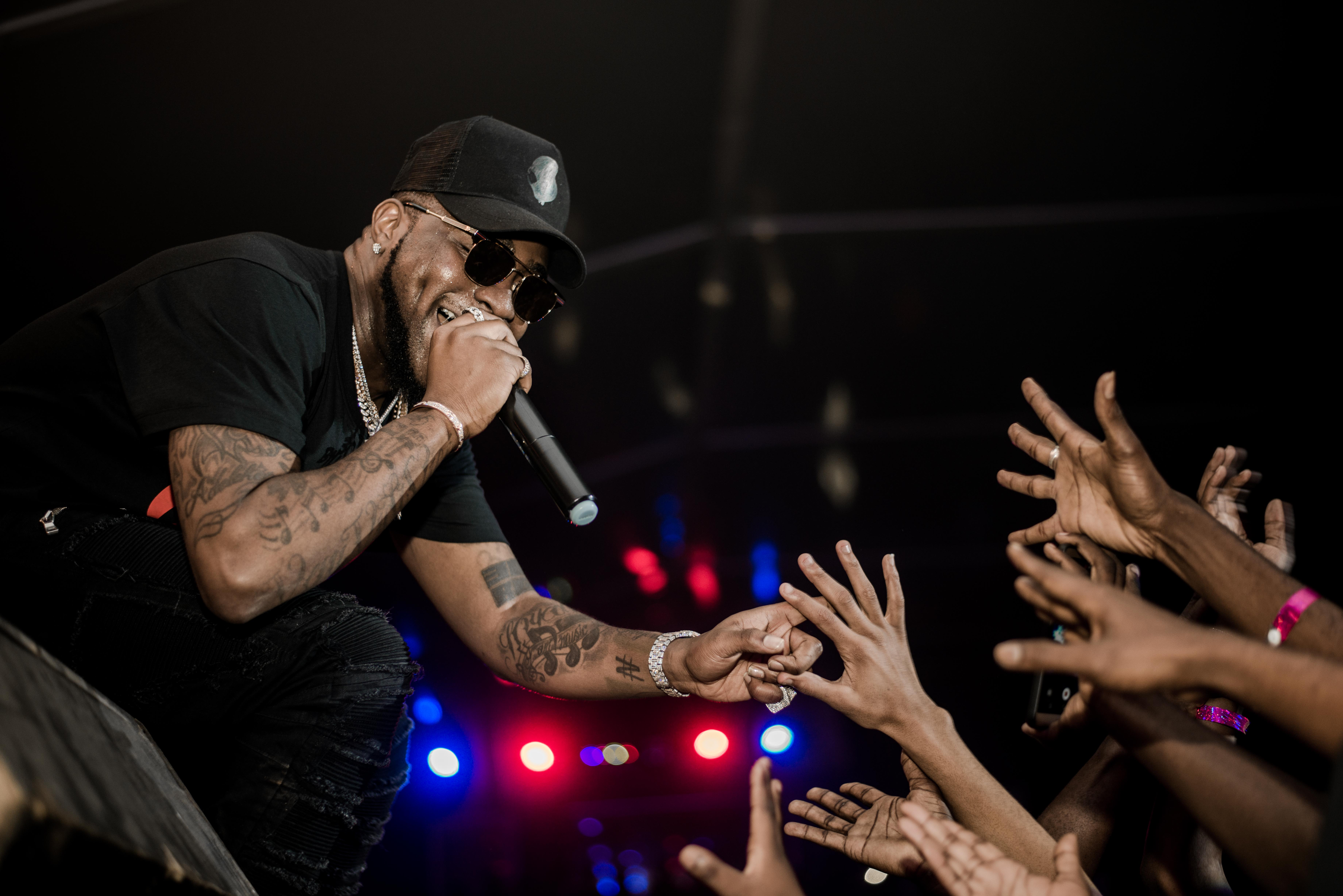
Davido se produisant en Tanzanie

Davido a commencé à travailler sur son premier album studio Omo Baba Olowo en 2011. La musique de l'album est un mélange d'afrobeats et de hip-hop. Davido a travaillé avec Jay Sleek, Maleek Berry, GospelOnDeBeatz, Spellz, Dokta Frabz, Mr. Chidoo, Theory Soundz et Shizzi pour produire l'album. Omo Baba Olowo présente des apparitions invitées de Naeto C, Sina Rambo, B-Red, Kayswitch, Ice Prince et 2 Face Idibia,. Il a reçu des critiques généralement négatives de la part des critiques de musique, qui ont critiqué son contenu lyrique et l'écriture de chansons de Davido. L'album a remporté le prix du meilleur album R&B/Pop et a reçu une nomination pour l'album de l'année aux Headies 2013. Il a également été nommé pour le meilleur album de l'année aux Nigeria Entertainment Awards 2013.
Le morceau Back When assisté par Naeto C est sorti en tant que premier single de l'album le 7 mai 2011. Il a été produit par Davido et a été diffusé fréquemment,,. Davido a déclaré à la chaîne de télévision Factory 78 qu'il avait enregistré Back When à Londres. Le clip vidéo réalisé par Clarence Peters pour Back When a été téléchargé sur YouTube le 9 mai 2011. Le deuxième single de l'album Dami Duro, sorti le 30 octobre 2011, a été produit conjointement par Davido et Shizzi,. Dans une interview publiée sur le site Web NotJustOk, Davido a déclaré avoir enregistré la chanson en août de la même année. La chanson a été divulguée trois mois après l'avoir envoyée à certains de ses amis. Le clip vidéo d'accompagnement de Dami Duro est sorti le 8 janvier 2012, lors des manifestations d'Occupy Nigeria.
Le troisième single de l'album Ekuro est sorti le 25 janvier 2012. Son clip a été enregistré et réalisé à Miami par Antwan Smith. Le chanteur nigérian Aramide a publié une interprétation émouvante de la chanson. Le quatrième single de l'album Overseas est sorti le 6 mai 2012 ; une version inachevée de la chanson a été divulguée avant sa sortie officielle,. Le morceau All of You produit par GospelOnDeBeatz est sorti en tant que cinquième single de l'album le 28 septembre 2012. Davido a déclaré à Factory 78 TV qu'il avait enregistré la chanson avec GospelOnDeBeatz après l'avoir rencontré dans un centre commercial.

#### 2013-2016: sorties de musique et campagne Africa Rising
Le 25 février 2013, Davido a sorti le morceau Gobe produit par Shizzi. Il a été classé deuxième sur la liste Premium Times' 10 meilleures chansons de 2013. Dans une critique pour le journal Vanguard, Charles Mgbolu a déclaré que la chanson « respire du plaisir du début à la fin ». Le clip de Gobe a été enregistré en Afrique du Sud par Godfather Productions. Davido a annoncé sur Twitter que One of a Kind serait publié le 13 mai 2013. La chanson a également été produite par Shizzi. La vidéo de One of a Kind a été enregistrée et réalisée en Afrique du Sud par Tebza de Godfather Productions. Il dépeint une Afrique unie, riche en culture et en musique.
Skelewu est sorti le 13 août 2013. Il a été classé cinquième sur la liste Premium Times' 10 meilleures chansons de 2013,. Davido a fait la promotion de Skelewu le 18 août 2013 en téléchargeant une vidéo de danse pédagogique réalisée par Jassy Generation sur YouTube. La sortie de la vidéo était accompagnée de l'annonce d'un concours de danse Skelewu,. Skelewu a été soutenu par deux vidéoclips. Le premier clip, réalisé par Sesan, est sorti le 15 octobre 2013. Il a été téléchargé sur YouTube à l'aide d'un compte parodique. Peu de temps après la sortie de la vidéo, Davido a déclaré que quelqu'un l'avait trahi en la publiant et qu'il ferait une autre vidéo avec Moe Musa, un réalisateur de vidéoclips basé au Royaume-Uni. Dans un communiqué publié par son équipe, Sesan a déclaré que Davido était satisfait de ses contributions au clip vidéo ; il a également déclaré qu'il serait immature pour Davido et sa direction de publier des déclarations inexactes pour diffamer sa marque,. Le clip officiel de Skelewu a été enregistré et réalisé à Londres par Moe Musa, et est sorti en octobre 2013.

Le 1er février 2014, Davido a sorti Aye. Le morceau a été produit par T-Spize,. La vidéo de la chanson a été réalisée par Clarence Peters et publiée le 7 février 2014. Dans la vidéo, Davido joue un pauvre fermier qui tombe amoureux du fiancé du prince. Le single collaboratif de Davido avec le duo sud-africain Mafikizolo, intitulé Tchelete (Goodlife), est sorti le 30 avril 2014. Il a été produit par Oskido et Shizzi, et distribué par les plateformes Play et Callertunez de MTN,. Avant d'enregistrer Tchelete (Goodlife), Davido a noué un réseau avec Mafikizolo lors de l'événement Elite Night de MTN Nigeria en décembre 2013. Le clip de Tchelete (Goodlife) a été enregistré et réalisé par Twenty Twenty Media. Oskido et Uhuru ont fait des apparitions dans la vidéo.

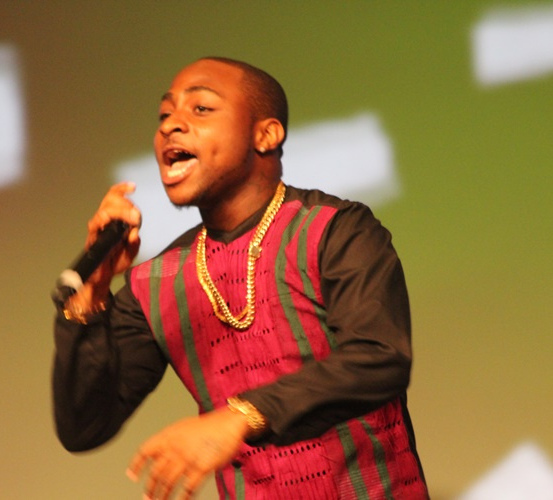
Davido aux Africa Magic Viewers Choice Awards 2014

En juin 2014, Davido a collaboré avec Mi Casa, Lola Rae, Sarkodie, Diamond Platnumz et Tiwa Savage sur Africa Rising, une chanson qui a été utilisée pour la campagne éponyme de DStv pour inspirer les Africains à participer à des projets d'investissement social communautaire. Le clip vidéo d'accompagnement de Africa Rising a été enregistré et réalisé par la maison de production sud-africaine Callback Dreams. Les artistes ont interprété la chanson lors de la cérémonie de lancement d'Africa Rising à Maurice. En juin 2015, Davido a sorti la chanson trap assistée par Meek Mill Fans Mi. Il a taquiné les fans avec l'audio et les photos des coulisses de la vidéo avant de la publier.
L'album de 20 titres de Davido, The Baddest, devait sortir pour la première fois en juin 2015 mais sa sortie a été reportée au 10 octobre de cette année. Deux jours avant cette date, l'album a été retardé en raison de l'intérêt d'une société anonyme à le distribuer. Davido avait publié la pochette de l'album et la liste des morceaux plus tôt cette année-là. The Baddest allait présenter la production de Shizzi, Del B, Spellz, J Fem, Don Jazzy, Puffy Tee, Uhuru, Kiddominant et Young John. Il allait également présenter des artistes invités tels que P-Square, Don Jazzy, Runtown, Uhuru, DJ Buckz, Akon, Meek Mill, Wale et Trey Songz. En janvier 2016, Davido a annoncé sur Twitter avoir signé un contrat d'enregistrement avec Sony Music ; son annonce a suscité des réactions mitigées. La maison de disques a publié un communiqué de presse pour confirmer l'accord. Le contrat d'enregistrement de Davido avec Sony l'oblige à sortir deux albums et lui permet de conserver les droits sur sa musique et ses performances.
Davido a fondé le label Davido Music Worldwide (DMW) quelques mois après avoir signé avec Sony. Dremo, Mayorkun, Yonda et Peruzzi sont actuellement signés sur le label,. En juillet 2016, Davido a signé un contrat d'enregistrement avec RCA Records. Son contrat d'enregistrement avec Sony Music a modifié les plans de la sortie The Baddest's. Selon Pulse Nigeria, le contrat de Davido avec Sony exigeait que l'album ait un attrait international pour permettre sa distribution mondiale. En octobre 2016, il sort l'EP 5 titres Son of Mercy, soutenu par les singles Gbagbe Oshi, How Long et Coolest Kid in Africa. L'EP présente des apparitions invitées de Simi, Tinashe et Nasty C.

#### 2017-2018: BET Awards
Le 30 novembre 2017, Davido a remporté le prix du meilleur acteur africain aux MOBO Awards et est également devenu le premier acteur africain à se produire en direct lors de la remise des prix. Le 24 juin 2018, Davido est devenu le premier artiste basé en Afrique à recevoir son prix sur la scène principale des BET Awards. Son prix a été présenté par l'acteur hollywoodien Omari Hardwick et l'actrice Tika Sumpter. Dans son discours d'acceptation, il a exhorté les clients et les artistes américains à se rendre en Afrique et à apprécier la nourriture.
Il a sorti If le 17 février 2017. Il a été produit par Tekno, qui a écrit le morceau pour Davido. La chanson était un diamant certifié par l'industrie du disque d'Afrique du Sud, indiquant des expéditions de 200 000 unités. If a remporté le prix du meilleur single pop et de la chanson de l'année aux Headies 2018. Critique pour OkayAfrica, Sabo Kpade a décrit la chanson comme un « brûleur lent » avec un « rythme sans chichi qui sonne creux et n'est pas encombré d'instruments ». Le clip de If a été enregistré à Londres ; il a été réalisé par le réalisateur Q et produit par Tunde Babalola. Davido s'est associé au créateur de vêtements pour hommes Orange Culture pour sortir une collection capsule inspirée de If.
Davido a sorti Fall le 2 juin 2017. Il échantillonne une ligne du morceau Dun Talking de Kojo Funds. Fall a été certifié platine par l'industrie du disque d'Afrique du Sud, était l'un des 100 singles les plus recherchés par Shazam en Amérique en janvier 2019 et figurait parmi les 10 meilleurs disques sur Shazam à New York. En février 2019, elle est devenue la chanson pop nigériane la plus longue de l'histoire de Billboard. Fall a été classé au numéro 163 sur la liste Pitchfork's des 200 meilleures chansons des années 2010. Le clip vidéo d'accompagnement de Fall a été réalisé par le réalisateur vidéo britannique d'origine nigériane Daps. En décembre 2018, la vidéo a dépassé les 100 millions de vues, devenant la vidéo la plus regardée par un artiste nigérian sur YouTube.
Davido a sorti Fia le 10 novembre 2017. La chanson a été décrite comme un morceau néo-highlife et a été produite par Fresh VDM,. Dans son deuxième couplet, Davido aborde son arrestation et le rôle de Caroline Danjuma dans l'alimentation de la rumeur selon laquelle il était impliqué dans la mort de Tagbo Umenike. Un auteur du magazine Native a fait l'éloge de l'écriture de Davido et a déclaré que la chanson « parvient à refléter certaines de ses récentes luttes personnelles, sans entrer directement dans les détails sensibles ». Critique pour Music in Africa, Kayode Faniyi a déclaré que Fia offre un « conflit existentiel » et que c'est « sans aucun doute la chanson de la carrière de Davido - du moins jusqu'à ce qu'il se surpasse ». Fia a été nommé pour le meilleur single pop et la chanson de l'année aux Headies 2018. Le remix assisté par Stefflon Don de Fia est sorti le 30 mars 2018[source secondaire souhaitée].
Davido a remporté le prix du meilleur acte africain et a été l'un des récipiendaires du meilleur acte mondial aux MTV Europe Music Awards 2017,,. Davido a sorti Assurance le 30 avril 2018. Il a dédié le morceau à sa petite amie et l'a sorti pour coïncider avec son 23e anniversaire. Critique pour le magazine Native, Toye Sokunbi a déclaré que la chanson « en dit long sur l'importance de la clarté à l'ère des emojis, la validation de nos proches et la priorité accordée à l'amour, contre toute attente ». Davido a remporté le prix du meilleur acte international aux BET Awards 2018, devenant ainsi le premier artiste africain à recevoir son prix sur la scène principale. Dans son discours d'acceptation, il a exhorté les mécènes et les artistes américains à visiter l'Afrique et à manger la nourriture.
En septembre 2018, Davido s'est produit aux côtés de Meek Mill, Post Malone et Fat Joe au Made in America Festival. Avant le festival, il s'est produit à la House of Blues de Boston dans le cadre de son The Locked Up Tour, qui a commencé en août et s'est terminé en septembre.

#### 2019: concert de l'O2 Arena

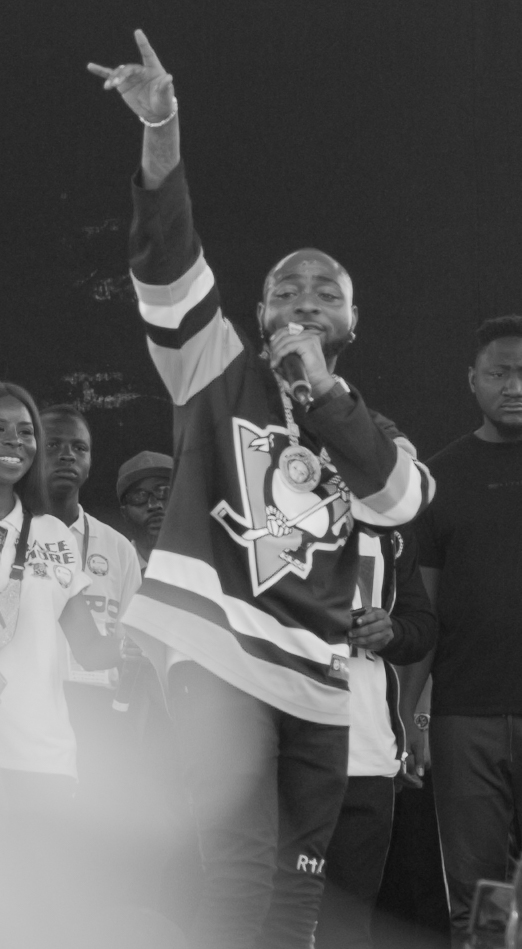
Davido se produisant au gala Marathon de la ville de Lagos 2020

En janvier 2019, Davido a vendu The O2 Arena à Londres, devenant le premier artiste africain solo à le faire après que Wizkid y ait fait la une d'un concert en 2018,,. Il a été présenté sur scène par Idris Elba et a interprété plusieurs de ses singles à succès avec le groupe d'accompagnement The Compozers (en). Caroline Sullivan de The Guardian a attribué au concert quatre étoiles sur cinq, qualifiant Davido d' alpha et affirmant que « beaucoup de ses manières sont influencées par les rappeurs américains avec lesquels il a travaillé, notamment Young Thug et Swae Lee ».
Le morceau Blow My Mind assisté par Chris Brown est sorti le 26 juillet 2019. Il a été produit par Shizzi et devait initialement sortir en tant que premier single de l'album.
Risky est sorti le 23 octobre 2019,. Il présente des voix invitées du chanteur jamaïcain Popcaan, qui a demandé à Davido d'apparaître sur son single Dun Rich de 2018. Le clip de Risky a été réalisé par Meji Alabi et rend hommage à la série télévisée policière Top Boy. Dans la vidéo, une femme membre de l'équipage de Davido et Popcaan en informe la police.
Le deuxième album studio de Davido, A Good Time, est sorti le 22 novembre 2019. L'album contient les singles If, Fall, Assurance, Blow My Mind et Risky. Davido a enregistré A Good Time à Atlanta. Il a confié au magazine Vibe qu'il souhaitait enregistrer dans un nouvel environnement. Davido a décrit l'album comme un corpus d'œuvres pour tout le monde et a déclaré qu'il se composerait principalement d'afrobeats mais incorporerait des éléments d'autres genres. Davido a dévoilé le titre de l'album lors d'un événement organisé à Lagos en septembre 2019 et a déclaré qu'il sortirait le mois suivant. Il a également dévoilé des extraits de quatre chansons de l'album lors de l'événement. Après sa performance à Powerhouse 2019, Davido s'est entretenu avec DJ Self de Power 105.1 et a déclaré que l'album comportera des collaborations avec des artistes tels que Summer Walker, Gunna, A Boogie et Chris Brown. Tous les morceaux sauf un de A Good Time ont été produits par des producteurs nigérians. La pochette de l'album présente Davido, son père et une sculpture de sa mère. En juillet 2020, A Good Time a dépassé le milliard de flux sur diverses plateformes numériques.

#### 2020-2022:A Better Timeet collecte de fonds sur les réseaux sociaux
En mai 2020, Davido a figuré sur l'article de couverture du magazine Billboard, intitulé Africa Now, aux côtés de M. Eazi et Tiwa Savage. L'histoire de couverture présente des photographies de Lakin Ogunbanwo et Seye Isikalu, et un style de Daniel Obasi et Quinton Faulkner. L'histoire a été écrite par Gail Mitchell et présente des entretiens avec les trois artistes. Menés par visioconférence, les artistes ont abordé plusieurs sujets, dont la vie en quarantaine et les afrobeats en tant que catégorie.
Davido a d'abord révélé son intention de sortir son troisième album studio, A Better Time, sur Twitter. Il a dit qu'il avait enregistré 11 titres pour l'album et a annoncé que le disque mettrait en vedette Tiwa Savage. Il a également révélé que lui et tous ceux qui ont travaillé sur l'album ont passé 14 jours à assembler toutes les pistes. En juillet 2020, Davido est apparu dans le Tonight Show Starring Jimmy Fallon pour interpréter un medley de ses chansons D&G et Fall, extraites de l'album A Good Time. Le 28 août 2020, le Grammy Museum a annoncé Davido comme invité spécial dans sa série Mentorship Monday. Il a participé à l'événement Instagram Live du musée, qui a eu lieu trois jours plus tard,.
Le 10 septembre 2020, il a sorti le single FEM produit par Dammy Twitch, ainsi que son clip vidéo. Les visuels de FEM ont reçu 1,8 million de vues sur YouTube en moins de 24 heures, battant son propre record du clip vidéo nigérian le plus rapide à atteindre 1 million de vues sur YouTube, un record précédemment détenu par sa propre chanson Blow My Mind, mettant en vedette Chris Brown. FEM a culminé au numéro un du classement Nigeria TurnTable Top 50 lors de sa deuxième semaine d'éligibilité, détrônant Ginger de Wizkid.
A Better Time est sorti le 13 novembre 2020. Il présente des apparitions invitées de Lil Baby, Nicki Minaj, Nas, Chris Brown et Young Thug, entre autres.music Davido a enregistré l'album après avoir annulé sa tournée nord-américaine de 2019 à la suite de la pandémie de COVID-19 en cours. Le 17 novembre 2021, Davido a défié ses collègues et ses fans de lui envoyer un million de nairas. Il a noté que quiconque ne participe pas au défi ne devrait plus s'associer avec lui,. Il a pu lever 200 millions de nairas au total et a ajouté 50 millions de nairas supplémentaires de son propre argent ; il a fait don de tout l'argent à des orphelinats au Nigeria,.
En mars 2022, Davido figurait sur le single Hayya Hayya (Better Together), aux côtés de la chanteuse américaine Trinidad Cardona et de la chanteuse qatarie Aisha. La chanson est apparue pour la première fois sur l'album de compilation, FIFA World Cup Qatar 2022 Official Soundtrack (2022). En mai 2022, Davido a sorti le morceau produit par Pheelz Stand Strong American ; il s'agit de sa première sortie solo de l'année et présente des voix de l'ensemble Sunday Service Choir. En septembre 2022, Davido a annoncé son premier festival de musique annuel Are We African Yet (AWAY). Il a eu lieu à la State Farm Arena à Atlanta, en Géorgie, le 18 novembre 2022, et a présenté des performances supplémentaires de Kizz Daniel, Pheelz, Lojay et BNXN.
En 2024, il est nommé pour les Grammy Awards 2024. D'autre part, il fait objet d'une plainte déposer par Tiwa Savage.

### Vie privée
Le Davido a cinq enfants. Il est marié traditionnellement et civilement à la mannequin et femme d'affaires Chioma Avril Rowland, mère de son troisième enfant, David Ifeanyi Adeleke Jr, décédé par noyade. Le 10 octobre 2023, il devient à nouveau père lorsque sa femme, Chioma, donne naissance à des jumeaux.

### Décès de son fils
Le 31 octobre 2022, le journal d'investigation nigérian Peoples Gazette rapporte le décès de David Ifeanyi Adeleke Jr, le premier fils et troisième enfant de Davido. Il avait trois ans. Ifeanyi s'est noyé dans la piscine privée de la résidence de Banana Island de l'artiste. Huit employés de maison de Davido ont été interpellés et interrogés par la police. Après enquête, six d'entre eux ont finalement été relâchés car jugés non coupables. Deux employés sont restés en détention,,.

## Discographie

### Albums studio
- Omo Baba Olowo (2012)
- The Baddest (2015)
- A Good Time (2019)
- A Better Time (2020)
- Timeless (2023)
- 5ive (2025)

### Singles sélectionnés
| Annéé | Titre                                     | Album            |
| ----- | ----------------------------------------- | ---------------- |
| 2011  | Back When (avec Naeto C)                  | Omo Baba Olowo   |
| 2011  | Dami Duro                                 | Omo Baba Olowo   |
| 2012  | Ekuro                                     | Omo Baba Olowo   |
| 2012  | Overseas (avec Sina Rambo)                | Omo Baba Olowo   |
| 2012  | Gbon Gbon                                 | Omo Baba Olowo   |
| 2012  | All of You                                | Omo Baba Olowo   |
| 2012  | Feel Alright (avec Ice Prince)            | Omo Baba Olowo   |
| 2013  | One of a Kind                             | Non-album single |
| 2013  | Gobe                                      | Non-album single |
| 2013  | Skelewu                                   | Non-album single |
| 2014  | Aye                                       | Non-album single |
| 2014  | Tchelete (Goodlife) (avec Mafikizolo)     | Non-album single |
| 2015  | Dodo                                      | Non-album single |
| 2015  | Fans Mi (featuring Meek Mill)             | Non-album single |
| 2015  | Owo Ni Koko                               | Non-album single |
| 2015  | The Sound (featuring Uhuru and DJ Buckz)  | Non-album single |
| 2015  | The Money (avec Olamide)                  | Non-album single |
| 2016  | Gbagbe Oshi                               | Son of Mercy     |
| 2016  | How Long (avec Tinashe)                   | Son of Mercy     |
| 2016  | Coolest Kid in Africa (featuring Nasty C) | Son of Mercy     |
| 2017  | If                                        | Non-album single |
| 2017  | Fall                                      | Non-album single |
| 2017  | Pere (avec Rae Sremmurd et Young Thug)    | Non-album single |
| 2017  | Fia                                       | Non-album single |
| 2017  | Like Dat                                  | Non-album single |
| 2018  | Flora My Flawa                            | Non-album single |
| 2018  | Assurance                                 | Non-album single |
| 2018  | Nwa Baby                                  | Non-album single |
| 2018  | Wonder Woman                              | Non-album single |
| 2019  | Blow My Mind (avec Chris Brown)           | Non-album single |
| 2020  | FEM                                       | A Better Time    |

## Filmographie
- 2020 : Coming 2 America de Craig Brewer